# Carlos Abrevaya
Carlos Abrevaya (Buenos Aires, 13 de enero de 1949 – Buenos Aires, 8 de julio de 1994) fue un periodista, humorista, guionista y conductor de TV argentino que formó parte del programa televisivo La noticia rebelde y guionó junto con Jorge Guinzburg el cómic Diógenes y el linyera, del historietista uruguayo Tabaré (1948-2023).

## Biografía
Carlos "El Flaco" Abrevaya terminó la secundaria con Jorge Guinzburg en 1966 e iniciaron la carrera de Derecho, aunque al poco tiempo abandonaron. En 1971, debutaron como libretistas de Juan Carlos Mareco, quien quería dejar de ser el personaje Pinocho. Abrevaya había estudiado Derecho y Filosofía sin terminar ninguna. Luego hicieron el Fontana Show, con Cacho Fontana, y más tarde participaron de la revista Satiricón, un bastión del humor gráfico argentino.

Él era muy joven, vino con otro chico, Jorge [Guinzburg] en el ’72 diciendo que eran «chisteros». Al poco tiempo, él y Guinzburg empezaron a trabajar. Eran geniales, simpáticos y buenas personas
Carlos Ulanovsky

En 1975 ambos comenzaron a publicar la tira cómica Diógenes y el Linyera en el diario Clarín (con dibujo de Tabaré). En 1982, escribieron los libretos del regreso de Tato Bores a la televisión. Desde 1978, siempre con Guinzburg, aparecieron en la mítica revista Humor. En radio condujo En ayunas, desde 1984 hasta 1988.
Entre 1986 y 1989 formó parte de La noticia rebelde, junto con Jorge Guinzburg, Raúl Becerra, Adolfo Castelo y Nicolás Repetto en una primera etapa y sólo con Castelo y Repetto en el último año. La noticia rebelde fue programa destinado a ocupar un nicho inexistente: el humor periodístico o el periodismo con humor, algo que ya había insinuado Semanario insólito.
Cuando terminó La noticia rebelde escribió en el diario Página/12, hizo radio (Vecinococos, por Radio La Red, en 1992) y escribió libros.
Abrevaya falleció el 8 de julio de 1994, debido a un cáncer de pleura, a los 45 años.